# Hurstbourne Acres
Hurstbourne Acres är en ort i Jefferson County, Kentucky, USA. År 2000 hade orten 1 504 invånare. Den har enligt United States Census Bureau en area på 0,9 km², allt är land.